# Olympische Geschichte Namibias
| Gelbes Symbol für Goldmedaillen mit stilisierten Olympischen Ringen | Graues Symbol für Silbermedaillen mit stilisierten Olympischen Ringen | Braundes Symbol für Bronzemedaillen mit stilisierten Olympischen Ringen |
| ------------------------------------------------------------------- | --------------------------------------------------------------------- | ----------------------------------------------------------------------- |
| —                                                                   | 5                                                                     | —                                                                       |

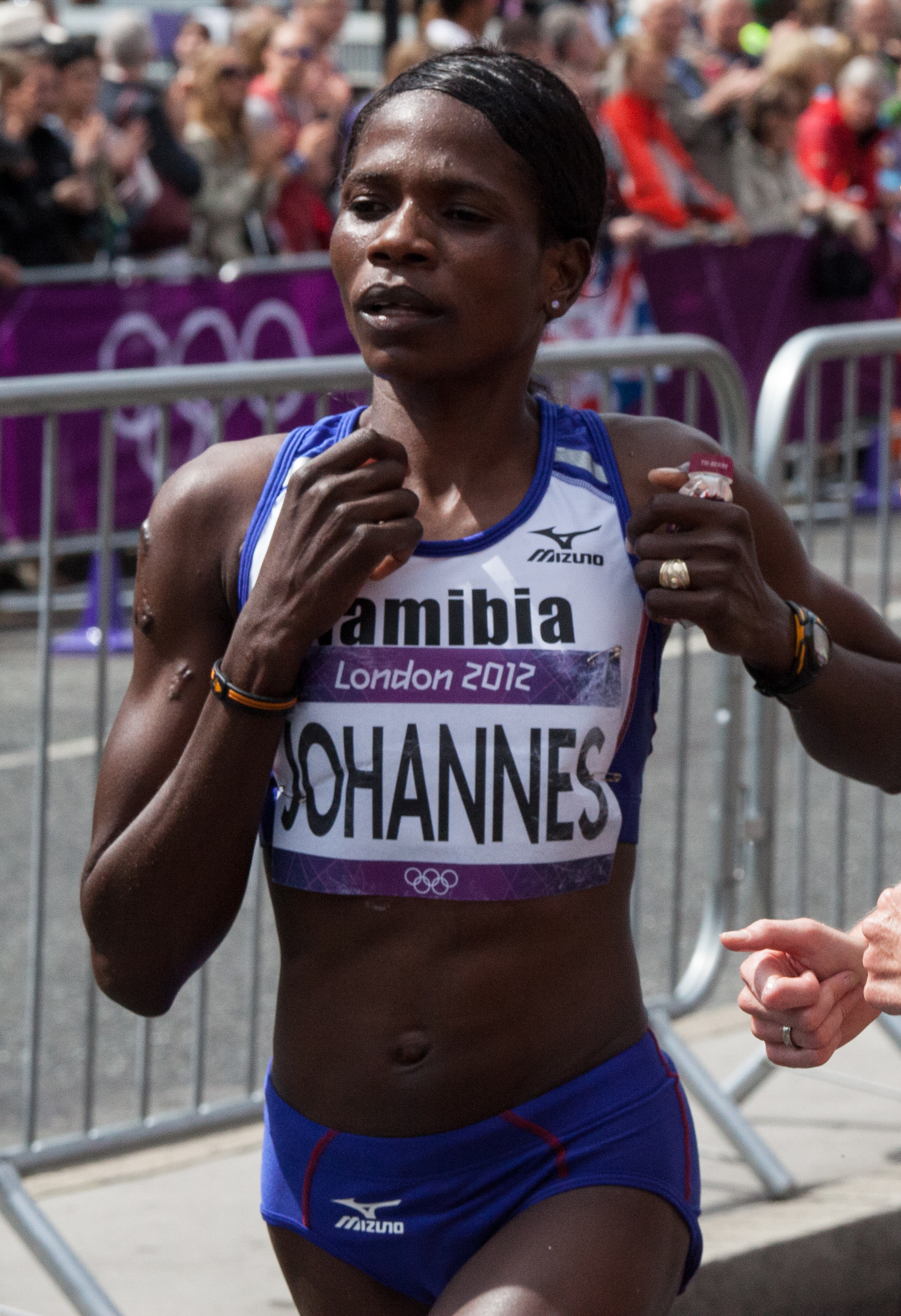
Helalia Johannes beim olympischen Marathon 2012 in London

Die olympische Geschichte Namibias begann nach der Unabhängigkeit des Landes 1990. Namibia entsandte erstmals 1992 Athleten zu den Olympischen Spielen in Barcelona und hat seitdem an allen  Olympischen Sommerspielen teilgenommen. An den  Olympischen Winterspielen hat Namibia bisher noch nicht teilgenommen.
Seit 2012 war Frank Fredericks Mitglied des IOC. Er legte alle seine Ämter im März 2017 nieder.

## Übersicht

### Olympische Spiele
Bei der olympischen Premiere 1992 in Barcelona bestand die namibische Olympiamannschaft aus drei Leichtathleten, zwei Schwimmern und einem Boxer. Der Boxer Harry Simon sowie die Schwimmer Jörg Lindemeier und Monica Dahl waren am 26. Juli 1992 die ersten Olympioniken Namibias. In Barcelona gewann der Sprinter Frank Fredericks jeweils Silber im 100- und 200-Meter-Lauf und wurde damit der erste Medaillengewinner seines Landes.
1996 in Atlanta gelang Fredericks das Gleiche nochmal. Wieder gewann er in beiden Disziplinen Silber. In Atlanta trat erstmals ein Sportschütze an. Friedhelm Sack erreichte das Finale mit der Luftpistole und wurde Achter. 2000 in Sydney trat erstmals eine Turnerin und ein Radrennfahrer an, 2004 in Athen erstmals ein Ringer. Fredericks, der in Sydney nicht dabei war, qualifizierte sich in Athen für das 200-Meter-Finale und belegte Rang 4. In London 2012 gelang der Marathonläuferin Helalia Johannes mit Platz 12 eine Topplatzierung. Bei den Spielen in Tokio gab es nach 25 Jahren erstmals, mit Silber über die 200 Meter der Frauen, wieder eine Medaille für Namibia.

### Olympische Jugendspiele
Namibia war bisher mit Sportlern bei allen drei Olympischen Jugend-Sommerspielen vertreten. Eine Medaille wurde bisher nicht gewonnen.

## Übersicht der Teilnahmen

### Sommerspiele
| Jahr      | Athleten           | Athleten           | Athleten           | Sportarten         | Sportarten         | Sportarten         | Sportarten         | Sportarten         | Sportarten         | Sportarten         | Sportarten         | Medaillen          | Medaillen          | Medaillen          | Medaillen          | Rang               |
| Jahr      | Gesamt             |                    |                    |                    |                    |                    |                    |                    |                    |                    |                    |                    |                    |                    | Medaillen – Gesamt | Rang               |
| --------- | ------------------ | ------------------ | ------------------ | ------------------ | ------------------ | ------------------ | ------------------ | ------------------ | ------------------ | ------------------ | ------------------ | ------------------ | ------------------ | ------------------ | ------------------ | ------------------ |
| 1896–1988 | nicht teilgenommen | nicht teilgenommen | nicht teilgenommen | nicht teilgenommen | nicht teilgenommen | nicht teilgenommen | nicht teilgenommen | nicht teilgenommen | nicht teilgenommen | nicht teilgenommen | nicht teilgenommen | nicht teilgenommen | nicht teilgenommen | nicht teilgenommen | nicht teilgenommen | nicht teilgenommen |
| 1992      | 6                  | 5                  | 1                  | 1                  | 3                  |                    | 2                  |                    |                    |                    |                    |                    | 2                  |                    | 2                  | 41                 |
| 1996      | 8                  | 6                  | 2                  | 2                  | 3                  | 1                  | 2                  |                    |                    |                    |                    |                    | 2                  |                    | 2                  | 55                 |
| 2000      | 11                 | 9                  | 2                  | 1                  | 6                  | 1                  | 1                  | 1                  |                    |                    | 1                  |                    |                    |                    |                    |                    |
| 2004      | 8                  | 7                  | 1                  | 2                  | 3                  | 1                  |                    | 1                  | 1                  |                    |                    |                    |                    |                    |                    |                    |
| 2008      | 10                 | 6                  | 4                  | 3                  | 4                  | 1                  |                    | 2                  |                    |                    |                    |                    |                    |                    |                    |                    |
| 2012      | 9                  | 5                  | 4                  | 2                  | 3                  | 1                  |                    | 2                  | 1                  |                    |                    |                    |                    |                    |                    |                    |
| 2016      | 10                 | 4                  | 6                  | 2                  | 4                  | 1                  |                    | 3                  |                    |                    |                    |                    |                    |                    |                    |                    |
| 2020      | 11                 | 5                  | 6                  | 1                  | 4                  |                    | 1                  | 4                  |                    | 1                  |                    |                    | 1                  |                    | 1                  | 77                 |
| 2024      | 4                  | 2                  | 2                  |                    | 1                  |                    | 1                  | 2                  |                    |                    |                    |                    |                    |                    |                    |                    |
| Gesamt    | Gesamt             | Gesamt             | Gesamt             | Gesamt             | Gesamt             | Gesamt             | Gesamt             | Gesamt             | Gesamt             | Gesamt             | Gesamt             | 0                  | 5                  | 0                  | 5                  |                    |

### Winterspiele
| Jahr      | Athleten           | Athleten           | Athleten           | Fahnenträger       | Sportarten         | Medaillen          | Medaillen          | Medaillen          | Medaillen          | Rang               |
| Jahr      | Gesamt             |                    |                    | Fahnenträger       | Sportarten         |                    |                    |                    | Medaillen – Gesamt | Rang               |
| --------- | ------------------ | ------------------ | ------------------ | ------------------ | ------------------ | ------------------ | ------------------ | ------------------ | ------------------ | ------------------ |
| 1990–2022 | nicht teilgenommen | nicht teilgenommen | nicht teilgenommen | nicht teilgenommen | nicht teilgenommen | nicht teilgenommen | nicht teilgenommen | nicht teilgenommen | nicht teilgenommen | nicht teilgenommen |
| Gesamt    | Gesamt             | Gesamt             | Gesamt             | Gesamt             | Gesamt             | 0                  | 0                  | 0                  | 0                  |                    |

### Jugend-Sommerspiele
| Jahr   | Athleten | Athleten | Athleten | Sportarten | Sportarten | Sportarten | Sportarten | Sportarten | Sportarten | Sportarten | Sportarten | Sportarten | Sportarten | Sportarten | Sportarten | Medaillen | Medaillen | Medaillen | Medaillen          | Rang |
| Jahr   | Gesamt   |          |          |            |            |            |            |            |            |            |            |            |            |            |            |           |           |           | Medaillen – Gesamt | Rang |
| ------ | -------- | -------- | -------- | ---------- | ---------- | ---------- | ---------- | ---------- | ---------- | ---------- | ---------- | ---------- | ---------- | ---------- | ---------- | --------- | --------- | --------- | ------------------ | ---- |
| 2010   | 6        | 3        | 3        |            |            |            | 2          |            |            | 1          | 1          | 1          |            |            | 1          |           |           |           | 0                  | –    |
| 2014   | 30       | 6        | 24       | 2          | 1          | 18         | 1          |            | 2          |            |            | 3          | 1          | 2          |            |           |           |           | 0                  | –    |
| 2018   | 11       | 0        | 11       |            | 2          |            |            | 9          |            | 1          |            |            |            |            |            |           |           |           | 0                  | –    |
| Gesamt | Gesamt   | Gesamt   | Gesamt   | Gesamt     | Gesamt     | Gesamt     | Gesamt     | Gesamt     | Gesamt     | Gesamt     | Gesamt     | Gesamt     | Gesamt     |            |            | 0         | 0         | 0         | 0                  |      |

### Jugend-Winterspiele
| Jahr      | Athleten           | Athleten           | Athleten           | Fahnenträger       | Sportarten         | Medaillen          | Medaillen          | Medaillen          | Medaillen          | Rang               |
| Jahr      | Gesamt             |                    |                    | Fahnenträger       | Sportarten         |                    |                    |                    | Medaillen – Gesamt | Rang               |
| --------- | ------------------ | ------------------ | ------------------ | ------------------ | ------------------ | ------------------ | ------------------ | ------------------ | ------------------ | ------------------ |
| 2012–2024 | nicht teilgenommen | nicht teilgenommen | nicht teilgenommen | nicht teilgenommen | nicht teilgenommen | nicht teilgenommen | nicht teilgenommen | nicht teilgenommen | nicht teilgenommen | nicht teilgenommen |
| Gesamt    | Gesamt             | Gesamt             | Gesamt             | Gesamt             | Gesamt             | 0                  | 0                  | 0                  | 0                  | -                  |

## Medaillengewinner

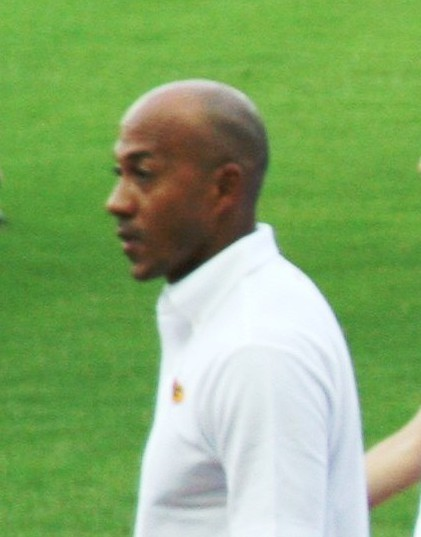
Der erste Medaillengewinner Namibias: Frank Fredericks (2007)

### Goldmedaillen
Bislang (Stand 2024) keine Goldmedaillen

### Silbermedaillen
| Name             | Spiele         | Sportart       | Disziplin |
| ---------------- | -------------- | -------------- | --------- |
| Frank Fredericks | 1992 Barcelona | Leichtathletik | 100 Meter |
| Frank Fredericks | 1992 Barcelona | Leichtathletik | 200 Meter |
| Frank Fredericks | 1996 Atlanta   | Leichtathletik | 100 Meter |
| Frank Fredericks | 1996 Atlanta   | Leichtathletik | 200 Meter |
| Christine Mboma  | 2020 Tokio     | Leichtathletik | 200 Meter |

### Bronzemedaillen
Bislang (Stand 2024) keine Bronzemedaillen.

## Medaillen nach Sportart
| Sportart       | Gold | Silber | Bronze | Gesamt |
| Leichtathletik | 0    | 5      | 0      | 5      |
| Gesamt         | 0    | 5      | 0      | 5      |